# Iglesia de San Salvador de la Serra

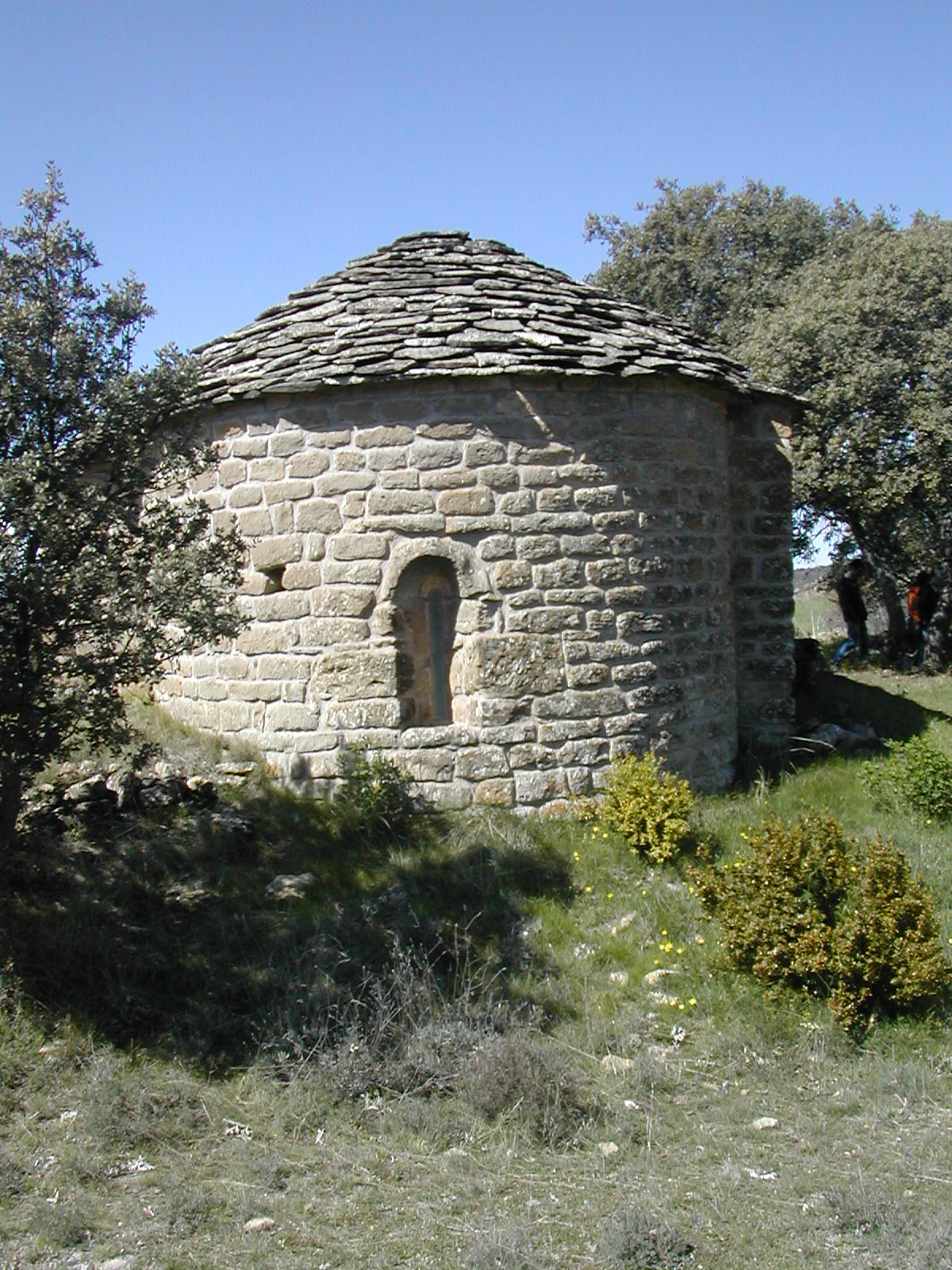
Ábside exterior

La iglesia de San Salvador de la Serra es una iglesia románica cercana al pueblo de Estorm, del término municipal de San Esteban de la Sarga, en el Pallars Jussá en la provincia de Lérida. Posiblemente fue la iglesia del desaparecido pueblo de Vilamolera, situado en este lugar.

## Descripción
Es una iglesia románica del siglo XII, con ábside liso, hecha con sillares bastante grandes, dispuestos en hileras de perfecta factura. Tiene una sola nave, cubierta con bóveda de cañón. De aperturas, tiene la puerta a poniente, una ventana de doble derrame en el centro del ábside y otra de un solo derrame en el sur, cerca del ábside.
El día de San Salvador (6 de agosto), tenía lugar la romería de San Salvador de la Serra, coincidente con la Fiesta Mayor de Estorm. Solían acudir personas de los pueblos de alrededor, tanto de San Esteban de la Sarga como de los pueblos del actual término de Castell de Mur, y era una fiesta muy lucida. En la actualidad, este encuentro aún se celebra, aunque no con el mismo relieve que tiempo atrás. El hecho de que se acceda al lugar con vehículos, debido al buen estado del camino que tipo, también ha hecho cambiar mucho la filosofía del encuentro mismo.